# Diecezja Lleidy
Diecezja Lleidy (łac. Dioecesis Ilerdensis) (hiszp. Diócesis de Lérida) (kat. Bisbat de Lleida) – diecezja Kościoła rzymskokatolickiego w Hiszpanii. Należy do metropolii Tarragony. Została erygowana w V wieku.